# Blasterjaxx
Blasterjaxx (auch BlasterJaxx) ist ein niederländisches DJ-Duo, bestehend aus den beiden DJs und Produzenten Thom Jongkind und Idir Makhlaf. Makhlaf trat dem Projekt im Jahre 2012 aufgrund des Austritts des Gründungsmitgliedes Leon Vielvoije bei. Ihren Durchbruch feierten sie mit ihrer Debüt-Single Faith. Das Duo vertritt hauptsächlich das Genre Electro-House und insbesondere dessen Subgenre Big-Room sowie seit 2017 auch den Bereich des Future-Basses.

## Geschichte

### Bis 2012: Gründung und musikalische Anfänge

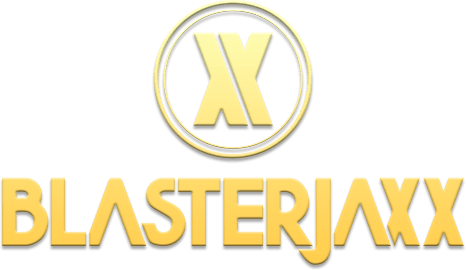
Logo des Duos zu Karrierebeginn

Während sich Thom Jongkind anfangs auf sein Studium konzentrierte, begann er parallel mit seinem Freund Leon Vielvoije in verschiedenen Clubs aufzulegen und eigene erste Lieder zu produzieren. Im Jahre 2010 beschlossen sie sich fest als Duo zusammenzuschließen. Sie bildeten das Projekt „Blasterjaxx“ und starteten dieses mit dem Produzieren inoffizieller Remixe. Sie begannen im Genre Dirty-Dutch, welche heute nach wie vor Einfluss auf ihren Big-Room-Sound hat. Wenige Monate nach Veröffentlichung ihrer ersten Remixe erschien das Lied La Vaca über das Plattenlabel „The Drughouse Recordings“. Thom merkte früh, dass sie als Duo große Fortschritte im Bezug auf das Produzieren machten und auch ihre Fanbase immer weiter heranwuchs. Kurz darauf erhielten sie die Anfrage auf einen Vertrag mit dem Plattenlabel „Defected Records“, den sie unterzeichneten.
Jedoch begann das Verhältnis der Produzenten schnell auseinanderzubrechen und Vielvoije verließ das Projekt. Jongkind führte das Projekt „Blasterjaxx“ vorerst allein weiter. In einem Interview erzählte das Duo, dass Idir Makhlaf zu diesem Zeitpunkt als Fan immer wieder das Studio besuchte und dort auch sein Talent unter Beweis stellen wollte. Aufmerksam auf das Projekt wurde er durch die gemeinsame Studienzeit. Jongkind und sein Manager erkannten Potenzial und boten Makhlaf an dem Projekt vorerst als Produzent beizutreten. Dies geschah gegen Ende 2011. In Zusammenarbeit mit dem Produzenten D-Rashid veröffentlichten sie daraufhin 2012 ihre erste EP mit dem Titel Reborn. Die beiden beinhalteten Lieder Reborn und Where We Go konnten innerhalb weniger Tage bis in die Top-20 der Beatport Top-100 vorrücken. Verschiedene Tracks erschienen daraufhin zum Download im Internet sowie in Musikportalen wie Spotify.

### 2013: Internationaler Durchbruch mitFaith
Im März 2013 erschien das Lied Bermuda mit dem sie sich mit einem hochwertigeren Stil im Big-Room festsetzten. Gemeinsam mit Produzenten Dave Till produzierten sie den Song Rock Like This. Durch Till wurde der Track über Dimitri Vegas & Like Mikes Plattenlabel „Smash the House“ veröffentlicht. Nur einen Monat später folgte Loud & Proud das mit Billy The Kid entstand. Ebenfalls im Sommer wurde die Koala-EP veröffentlicht, die das Duo als ausschlaggebendes Release für den Aufschwung ihrer Karriere beschreiben.
Am 5. August 2013 folgte Puzzle. Dieses entstand in Zusammenarbeit mit Quintino, der bereits im Vorjahr mit seinem Lied Epic Platz eins der niederländischen Charts erreichte. Drei Wochen später wurde Koala aus ihrer EP als Remix-Single ausgekoppelt. Im September 2013 veröffentlichten sie dann die Single Faith über das Plattenlabel „Ultra Records“, die vom deutschen Sänger Ziya gesungen wird. Das Lied erreichte die Top-20 in Schweden und blieb dort 27 Wochen vertreten. Bereits nach kurzer Zeit erreichte der Track Doppelplatin-Status und entwickelte sich zu einem Club-Hit.
Insbesondere promotet wurde das Lied vom ebenfalls niederländischen DJ Hardwell, der das Duo daraufhin auf seinem Plattenlabel „Revealed Recordings“ aufnahm. Als ihr Debüt auf „Revealed“ erschien ihr Track Fifteen, den Hardwell zuvor überarbeitete. Weitere Festival-Erfolge erschienen bis Ende 2013 mit Tracks wie Snake oder Our Soldiers. Ende 2013 erlangte dem Duo letztlich der Einstieg in die DJ-Mag-Top-100, in denen sie Platz 71 erreichten.

### 2014:Mystica& steigende Festival-Popularität
2014 veröffentlichten sie über Hardwells Plattenlabel das Lied Mystica, dessen Vocal-Version Werewolf im April 2014 folgte. Die Vocals stammen ein weiteres Mal von Ziya. Der Song konnte Erfolge in ganz Europa feiern. Bereits kurz nach der Veröffentlichung standen sie in der oberen Hälfte vieler mitteleuropäischer iTunes-Charts sowie auf Platz eins der Beatport Top 100. Des Weiteren konnten sie in die österreichischen Single-Charts einsteigen und verpassten ihre Platzierung in Deutschland nur knapp.

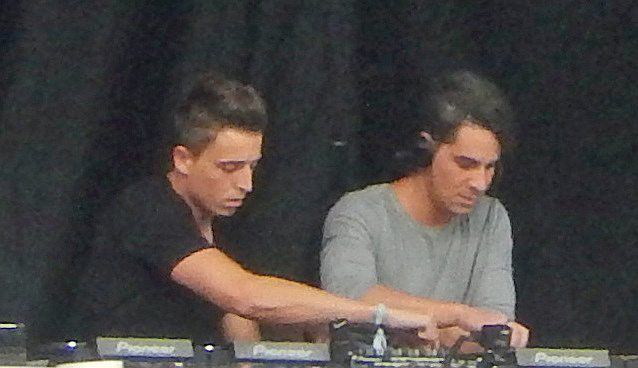
Blasterjaxx (Thom Jongkind links und Idir Makhlaf rechts) beim Spring Awakening 2014

Es folgten sämtliche Auftritte auf Festivals wie beim Ultra Music Festival 2014 in Miami, auf dem sie eine große Anzahl neuer Songs spielten, darunter auch das Lied Echo, das kurze Zeit später über Nicky Romeros Plattenlabel „Protocol Recordings“ erschien sowie der Track Rocket, der in Zusammenarbeit mit dem niederländischen Trance- und Big-Room-Duo W&W entstand. Im Juli 2014 erreichten sie die Grenze von einer Million Fans auf Facebook. Als Dankeschön stellten sie das Lied Vision zum kostenlosen Download zur Verfügung.
Parallel zu ihren eigenen Veröffentlichungen sind sie ebenfalls als Remixer aktiv. Sie mixten den Titeltrack zu Armin van Buurens Single Save My Night, Laidback Luke & Dimitri Vegas & Like Mikes More sowie zu Tiëstos Adagio For Strings. Des Weiteren wurde Blasterjaxx’ Remix zum Welthit Tsunami von Dvbbs und Borgeous als Einzelsingle zum Verkauf bereitgestellt. Weitere Remix-Aufträge erhält das Duo von Musikern wie Afrojack, Hardwell, Dimitri Vegas & Like Mike, David Guetta oder Steve Aoki.
Nachdem am 12. Dezember 2014 das Lied You Found Me mit Vocals der US-amerikanischen Sängerin Courtney Jenaé über „Spinnin' Records“ erschien, starteten Blasterjaxx mit zwei weiteren Singles ins Jahr 2015. Den Anfang machte der Track Beautiful World, den sie mit dem niederländischen Hardstyle-Duo D-Block & S-te-Fan produzierten. Obwohl davon ausgegangen wurde, dass ähnlich wie bei den Kooperationen zwischen W&W und Headhunterz eine Mischung aus Hardstyle und Electro-House entsteht, entpuppte sich die Produktion als ein überwiegend Bigroomlastiger Track. Gesungen wird das Lied von der US-amerikanischen Singer-Songwriterin Ryder, bekannt durch Zusammenarbeit mit dem niederländischen DJ und Produzenten Dyro. Der Track erhielt fast ausschließlich positive Kritik und konnte bis an die Spitze der Beatport Top-100 vorrücken.
Bei den DJ-Mag-Wahlen zum Jahr 2014 erreichte das Duo Platz 13.

### 2015: Pause von Idir Makhlaf
Beim Ultra Music Festival spielten sie im März 2015 eine große Anzahl an neuen Liedern. Darunter auch die Tracks Freak You Well gemeinsam mit D.O.D und Ghost in the Machine in Zusammenarbeit mit dem DJ MOTi und Singer-Songwriter Jonathan Mendelsohn. Letzterer wurde zwischenzeitlich für den 3. Juli 2015 angekündigt. Parallel veröffentlichten sie den Song Push Play zum kostenlosen Download. Dieser wurde gemeinsam mit Justin Prime produziert. Im April 2015 erschien der Lang erwartete Track Forever als Single. Der Songtext wurde wie You Found Me von Sängerin Courtney Jenaé gesungen. Bereits lange Zeit vorher erschien ein Remake vom deutschen DJ-Duo Jaxx & Vega, das mehrere hunderttausende Male aufgerufen wurde. Am 1. Juni 2015 wurde das Lied Bowser über Hardwells Plattenlabel „Revealed Recordings“ veröffentlicht. Aufgenommen wurde der Track gemeinsam mit W&W. Bereits beim Ultra Music Festival erhielten die beiden sehr positive Kritik dafür.
Unter dem Titel „A massage from Idir“ wurden die Ereignisse in einem Facebook-Post bekannt gegeben. Makhlaf erlitt mehrere Panikattacken und auch Stress sowie die Lebensweise wirkte sich stark negativ auf seine Gesundheit aus. Anfang Dezember 2015 wird es wohl für einen längeren Zeitraum so weitergehen, dass Thom Jongkind Blasterjaxx allein auf der Bühne vertreten und Idir Makhlaf einen großen Teil der Studioarbeiten übernehmen wird.
Parallel wurde auch das Release des langerwarteten Liedes Heartbreak angekündigt. Der Track wurde bereits 2014 auf mehreren Auftritten gespielt und die Vocals vorab Keri Hilson zugeteilt. Jedoch stellte sich als eigentliche Sängerin die kanadische Singer-Songwriterin Delaney Jane heraus. Ebenfalls handelt es sich bei der Finalversion um eine Reproduktion, welche sich stilistisch stark von den vorherigen abhebt und abgesehen von Big-Room, ebenfalls den Bereich des Pops abdeckt. Das Release des Liedes fand am 30. November 2015 statt und rückte innerhalb kürzester Zeit bis in die Top-15 der Beatport-Charts vor. Die Single stellt ebenfalls die erste Veröffentlichung ihres eigenen Plattenlabels „Maxximize Records“ dar. Das Label ist ein Imprint von „Spinnin’ Records“. Veröffentlichungen auf „Maxximize“ folgten unter anderem von Jewelz & Sparks, Timmy Trumpet und Dannic.
Bei den DJ-Mag-Wahlen rutschten sie bis auf Platz 19 ab.

### 2016: Experimente mit anderen Genres
Am 26. Februar 2016 stellte Hardwell im „Hardwell-on-Air“-Podcast die kommende Single Soldier vor, die Blasterjaxx gemeinsam mit der US-amerikanischen EDM-Formation Breathe Carolina aufnahm. Mit The Silmarillia veröffentlichte das Duo im Mai 2016 einen Coversong des Liedes Silmarillia des Trance-Duos Carlo. Anfang August 2016 erschien mit Hit Me feat. Go Comet! die dritte Kollaboration mit DBSTF.
Ebenfalls Anfang August 2016 wurde die, beim Ultra Music Festival 2015 premierte Kollaboration mit Olly James veröffentlicht. Der Song wurde vom Duo selber als Phoenix vorgestellt, erschien jedoch unter dem Titel Asteroid auf iTunes, was für Verwirrung sorgte. Zudem wurde die Single von keinem der Interpreten angekündigt und als Plattenlabel agierte das, weitestgehend unbekannte Label „MMII Music“, das in keiner Verbindung zum Trio steht. Nachdem bis dato kein Statement zu dem Release erfolgte, posteten Blasterjaxx am 29. Juni 2017 ein Bild auf ihrem Facebook-Profil mit dem Untertitel: Who remembers Phoenix? Sowohl Makhlaf und James sind dabei im Studio zu sehen, was auf die Produktion des Liedes hindeutet. James bezeichnete das Release über „MMII Music“ und der in dem Zuge erfolgten Änderung des Titels als „Fake“.
Noch im selben Monat erschien mit Going Crazy die nach Fifteen zweite Kollaboration mit Hardwell als offizielle Single, nachdem sie bereits im Juni 2016 auf dessen „Revealed“-Kollaboration zu finden war.
Das vom L.A.-Style-Techno-Track James Brown Is Dead inspirierte Big Bird erschien als Nachfolge-Single am 3. Oktober 2016. Im September 2016 gaben Dimitri Vegas & Like Mike bekannt, dass ihre ursprünglich annullierte Kollaboration mit Blasterjaxx bei den Abstimmungen zu ihren kommenden Free-Tracks an der Spitze stünde. In der 123. Folge ihres Maxximize-on-Air-Podcasts stellten sie daraufhin ihre Neuversion des 2013 erstmals der Öffentlichkeit vorgestellten Stücks Insanity vor. Der Big-Room-Track erschien am 18. Oktober 2016 als Free-Download.
Am 12. November 2016 erschien das Lied Heart Starts To Beat, das in Zusammenarbeit mit dem italienischen DJ-Duo Marnik produziert wurde. Mitte Dezember 2016 veröffentlichten sie einen Remix zu The Chainsmokers’ Setting Fires. Am 30. Dezember 2016 folgte der Track No Sleep, der bis auf Platz 15 der Beatport-Top-100 vorrücken konnte. Ein weiterer Remix erfolgte zu Hey Baby von Dimitri Vegas & Like Mike und Diplo.
Das Duo erreichte bei den DJ-Mag-Charts 2016 Platz 43.

### 2017:The XX-Files
Im Januar 2017 hatten Blasterjaxx einen Gastauftritt in der 300sten Episode von Hardwells „Hardwell-On-Air“-Podcast. In einem dortigen Interview kündigten sie ihre kommende Single Black Rose an, die von Jonathan Mendelson gesungen wird, sowie ein größeres Projekt, dessen Ergebnis sie für März 2017 ankündigten. Als dieses Entpuppte sich eine EP mit dem Titel The XX-Files, dessen erste Auskopplung Collide darstellte, die mit David Spekter aufgenommen wurde. Diese erschien bereits am 18. Februar 2017 in ausgewählten Download-Stores. Als weitere Singles wurden die Lieder More mit Mister Blonde, die ihre erste Future-Bass-Produktion darstellt sowie die Black Rose ausgekoppelt. Release der EP war der 10. März 2017.
Am 8. Mai 2017 erschien das Lied Savage als erste Single-Auskopplung ihres zweiten Teils der XX-Files. Das Release der EP erfolgte am 2. Juni 2017 und trägt den Titel-Zusatz „Festival-Edition“, das auf den Stil der, auf der EP enthaltenen Lieder, anspielt. Neben einer Reihe Neuproduktionen, war auch der 2015 erstmals vorgestellte Track Neptune enthalten. Der Drop des Liedes wurde zwischenzeitlich abgeändert, ist auf der EP jedoch in seiner Ursprungsversion enthalten.
Am 7. Juli 2017 veröffentlichten sie die Lieder IHNI (I Have No Idea) und Malefic als Free-Download in Kombination mit einem „Blasterjaxx-Booster-Pack“. Letzterer basiert auf einer Demo, die aus dem Jahr 2015 stammt. 10 Tage später, am 17. Juli 2017 erschien auch der Big-Room-Song Temple. Im August 2017 folgte der weitaus ruhiger gestaltete Song All I Ever Wanted mit dem Produzenten Tom Swoon.
Im Oktober 2017 veröffentlichte das Duo das Lied Bizarre mit der Sängerin Uhre. Dieses basiert auf den Grundzügen des Future-Bass-Genres. Nur kurze Zeit später erschien das Lied Narco, eine Kollaboration mit Timmy Trumpet, mit dem sie zurück in das Big-Room-Muster kehrten.

### 2018: Rückkehr zum Big-Room
Am 15. Januar 2018 veröffentlichten Blasterjaxx und Olly James den Track Phoenix offiziell auf „Maxximize“, wodurch sich das unverifizierte Release des Tracks als Asteroid von 2016 endgültig als „Fake“ entpuppte. Hinter dieser Version verbirgt sich diejenige, die beim Ultra Music Festival 2015 gespielt wurde, womit die ursprüngliche Version aus dem Jahr 2014 abgelöst wurde. Der ursprüngliche Drop aus 2014 wurde in der Neuproduktion Gotham wieder aufgegriffen. Das Lied konnte bis in die obere Hälfte der Beatport-Charts vorrücken.
Am 26. März 2018 folgte der Big-Room-Song 1 Second, der als Fusion aus „romantischen Lyrics“ und „Science-Fiction-Stimmung“ beschrieben wurde. Die Aggressivität soll bei dem Stück durch bouncige Einflüsse kompensiert worden sein. Im Mai 2018 wurde das Lied Rio veröffentlicht. Dieses greift die Melodie des Liedes Samba de Janeiro von Bellini aus dem Jahr 1997 auf. Bereits beim Tomorrowland Brasil 2016 wurde der Cover-Track premiert.
Im Juni 2018 erschien der Track Switch, den sie gemeinsam mit dem niederländischen DJ- und Produzenten-Duo Bassjackers produzierten. Bereits seit Frühjahr 2018 wurde der Track von unter anderem Hardwell und Tiësto supportet. Am 13. Juli 2018 präsentierten Blasterjaxx den Song Bigroom Never Dies als nächste Single. Diese entstand in Zusammenarbeit mit Hardwell und stellt nach Fifteen und Going Crazy ihre dritte gemeinsame Kollaboration dar. Der Song bezieht sich auf den Musikstil Big-Room-House den beide Musiker beziehungsweise Projekte überwiegend vertreten. Über 6,5 Millionen Klicks auf Spotify sammelte das Lied bis Ende des Jahres.

### 2019: Erstes Studioalbum
Am 5. Januar 2019 gab das Duo bekannt, dass am folgenden Montag, dem 7. Januar 2019 eine Ankündigung folgen würde. Dabei handelte es sich um die Veröffentlichung eines Studioalbums, die für den zweiten Teil des Jahres 2019 anstehen würde. Der Titel des Albums wurde als Perspective verkündet und die Arbeiten sollen Anfang 2017 begonnen haben. Dabei sollen nicht nur Festival-Tracks, sondern auch Lieder für weitere Zielgruppen entstanden sein. Des Weiteren begründeten sie mit den Album-Produktionen die lange Zeit, in der sie keine neue Musik veröffentlichten.
Am 22. März 2019 erschien die erste Singleauskopplung aus dem Studioalbum. Diese trägt den Titel Super Friends und wurde vom britischen Sänger Jack Wilby gesungen. Ursprünglich war auch ein Rappart von Example enthalten; dieser wurde jedoch für die endgültige Version entfernt. Am 25. März 2019 spielte Jongkind einen Großteil der neuen Produktionen während eines Auftritts beim Radiosender Slam!. Am 19. April 2019 wurde mit Children of Today die zweite Auskopplung aus dem Studioalbum veröffentlicht.

## Mitglieder
Aktuell:
- Thom Jongkind (* 3. März 1990 in Den Haag)
- Idir Makhlaf (* 24. Oktober 1991 in Den Haag)

Ehemalige:
- Leon Vielvoije (* 3. Februar 1991 in Rotterdam)

## Diskografie

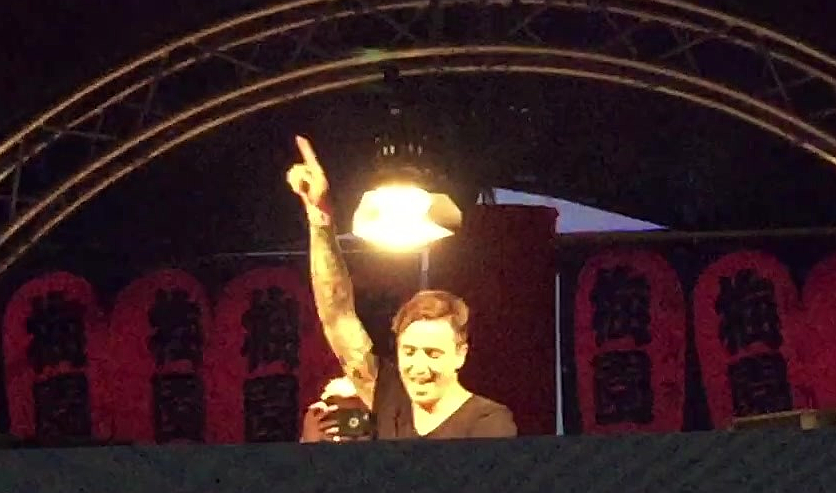
Thom aufgrund der Pause von Idir allein beim Airbeat One 2016 in Deutschland

### Studioalben
| Jahr | Titel       | Anmerkungen                |
| ---- | ----------- | -------------------------- |
| 2019 | Perspective | Erstveröffentlichung: 2019 |

### EPs
| Jahr | Titel                       | Anmerkungen                                         |
| ---- | --------------------------- | --------------------------------------------------- |
| 2010 | Blasterjaxx                 | Erstveröffentlichung: 18. Dezember 2010             |
| 2012 | Reborn                      | Erstveröffentlichung: 3. Dezember 2012 mit D-Rashid |
| 2013 | Koala                       | Erstveröffentlichung: 21. März 2013                 |
| 2017 | XX Files                    | Erstveröffentlichung: 10. März 2017                 |
| 2017 | XX Files (Festival Edition) | Erstveröffentlichung: 2. Juni 2017                  |
| 2020 | IV                          | Erstveröffentlichung: 27. November 2020             |
| 2021 | Welcome to Mystica EP       | Erstveröffentlichung: 2. Juli 2021                  |
| 2021 | Mystica Chapter II EP       | Erstveröffentlichung: 3. Dezember 2021              |

### Singles
| Jahr | Titel Album                            | Höchstplatzierung, Gesamtwochen, AuszeichnungChartsChartplatzierungen (Jahr, Titel, Album, Platzierungen, Wochen, Auszeichnungen, Anmerkungen) | Anmerkungen                                                                      |
| Jahr | Titel Album                            | AT | Anmerkungen                                                                      |
| ---- | -------------------------------------- | --- | -------------------------------------------------------------------------------- |
| 2010 | La Vaca –                              | — | Erstveröffentlichung: 30. September 2010                                         |
| 2010 | Kingston –                             | — | Erstveröffentlichung: 7. Oktober 2010 feat. Royal Flavour                        |
| 2010 | Bambu –                                | — | Erstveröffentlichung: 28. Oktober 2010 mit Chaosz                                |
| 2010 | Africa –                               | — | Erstveröffentlichung: 9. November 2010 mit Retrick Abigail                       |
| 2010 | Like Thiz –                            | — | Erstveröffentlichung: 30. Dezember 2010                                          |
| 2011 | Escucha –                              | — | Erstveröffentlichung: 7. Februar 2011 mit Carlos Barbosa                         |
| 2011 | Blossom –                              | — | Erstveröffentlichung: 26. Mai 2011                                               |
| 2011 | Dopenez Anthem –                       | — | Erstveröffentlichung: 1. September 2011                                          |
| 2012 | Toca Flute –                           | — | Erstveröffentlichung: 30. Januar 2012 mit Carlos Barbosa                         |
| 2012 | Congo Longo –                          | — | Erstveröffentlichung: 30. Januar 2012 mit Carlos Barbosa                         |
| 2012 | Bomberjack –                           | — | Erstveröffentlichung: 2. Februar 2012 mit Firebeatz                              |
| 2012 | Faya –                                 | — | Erstveröffentlichung: 12. April 2012 Free-Track                                  |
| 2012 | Reborn –                               | — | Erstveröffentlichung: 3. Dezember 2012 Doppelsingle                              |
| 2012 | Where We Go –                          | — | Erstveröffentlichung: 3. Dezember 2012 Doppelsingle                              |
| 2013 | Bermuda –                              | — | Erstveröffentlichung: 26. März 2013                                              |
| 2013 | Rock Like This –                       | — | Erstveröffentlichung: 6. Mai 2013 mit Dave Till                                  |
| 2013 | Loud & Proud –                         | — | Erstveröffentlichung: 4. Juni 2013 mit Billy The Kid                             |
| 2013 | Puzzle –                               | — | Erstveröffentlichung: 5. August 2013 mit Quintino                                |
| 2013 | Koala –                                | — | Erstveröffentlichung: 26. August 2013 incl. Remixes                              |
| 2013 | Faith –                                | — | Erstveröffentlichung: 2. September 2013 feat. Ziya                               |
| 2013 | Fifteen –                              | — | Erstveröffentlichung: 9. September 2013 mit Hardwell                             |
| 2013 | That Big –                             | — | Erstveröffentlichung: 20. September 2013 mit Yves V                              |
| 2013 | Snake –                                | — | Erstveröffentlichung: 15. November 2013                                          |
| 2013 | Our Soldiers –                         | — | Erstveröffentlichung: 29. November 2013 Free-Track                               |
| 2014 | Mystica –                              | AT64 (1 Wo.)AT | Erstveröffentlichung: 6. Januar 2014                                             |
| 2014 | Titan –                                | — | Erstveröffentlichung: 3. Februar 2014 mit Badd Dimes                             |
| 2014 | Mystica (Werewolf) –                   | — | Erstveröffentlichung: 21. Februar 2014 feat. Ziya                                |
| 2014 | Astronaut –                            | — | Erstveröffentlichung: 3. März 2014 mit Ibranovski                                |
| 2014 | Echo –                                 | — | Erstveröffentlichung: 7. April 2014                                              |
| 2014 | Rocket –                               | — | Erstveröffentlichung: 21. April 2014 mit W&W                                     |
| 2014 | Legend Comes to Life –                 | — | Erstveröffentlichung: 14. Juli 2014                                              |
| 2014 | Vision –                               | — | Erstveröffentlichung: 17. Juli 2014 Free-Track                                   |
| 2014 | Gravity –                              | — | Erstveröffentlichung: 8. August 2014                                             |
| 2014 | Lucky Number 13 –                      | — | Erstveröffentlichung: 4. November 2014 Free-Track                                |
| 2014 | You Found Me –                         | — | Erstveröffentlichung: 12. Dezember 2014 feat. Courtney Jenae                     |
| 2015 | Beautiful World –                      | — | Erstveröffentlichung: 5. Januar 2015 mit DBSTF feat. Ryder                       |
| 2015 | No Place Like Home –                   | — | Erstveröffentlichung: 20. Februar 2015 feat. Rosette                             |
| 2015 | Push Play –                            | — | Erstveröffentlichung: 23. März 2015 Free-Track mit Justin Prime                  |
| 2015 | Forever –                              | — | Erstveröffentlichung: 28. April 2015 feat. Courtney Jenae                        |
| 2015 | Bowser –                               | — | Erstveröffentlichung: 1. Juni 2015 Free-Track                                    |
| 2015 | Ghost in the Machine –                 | — | Erstveröffentlichung: 3. Juli 2015 mit MOTi feat. Jonathan Mendelson             |
| 2015 | Heartbreak –                           | — | Erstveröffentlichung: 30. November 2015 feat. Delaney Jane                       |
| 2016 | Parnassia –                            | — | Erstveröffentlichung: 18. Januar 2016 mit DBSTF                                  |
| 2016 | Get Ready! –                           | — | Erstveröffentlichung: 23. Februar 2016 Blasterjaxx Edit von Boostedkids          |
| 2016 | Soldier –                              | — | Erstveröffentlichung: 23. Februar 2016 mit Breathe Carolina                      |
| 2016 | The Silmarillia –                      | — | Erstveröffentlichung: 23. Mai 2016                                               |
| 2016 | Mad Hatter –                           | — | Erstveröffentlichung: 7. Juli 2016 Free-Track                                    |
| 2016 | Hit Me –                               | — | Erstveröffentlichung: 1. August 2016 mit DBSTF feat. Go Comet!                   |
| 2016 | Asteroid –                             | — | Erstveröffentlichung: 1. August 2016 mit Olly James; inoffizielles Release       |
| 2016 | Going Crazy –                          | — | Erstveröffentlichung: 29. August 2016 mit Hardwell                               |
| 2016 | Big Bird –                             | — | Erstveröffentlichung: 3. Oktober 2016                                            |
| 2016 | Insanity –                             | — | Erstveröffentlichung: 18. Oktober 2016 mit Dimitri Vegas & Like Mike; Free-Track |
| 2016 | Heart Starts to Beat –                 | — | Erstveröffentlichung: 21. November 2016 mit Marnik                               |
| 2016 | No Sleep –                             | — | Erstveröffentlichung: 31. Dezember 2016                                          |
| 2017 | Collide The XX-Files                   | — | Erstveröffentlichung: 18. Februar 2017 feat. David Spekter                       |
| 2017 | More The XX-Files                      | — | Erstveröffentlichung: 25. Februar 2017 feat. Mister Blonde                       |
| 2017 | Black Rose The XX-Files                | — | Erstveröffentlichung: 27. Februar 2017 feat. Jonathan Mendelsohn                 |
| 2017 | Savage The XX-Files (Festival Edition) | — | Erstveröffentlichung: 8. Mai 2017                                                |
| 2017 | Malefic Blasterjaxx Booster Pack       | — | Erstveröffentlichung: 7. Juli 2017 Free-Track                                    |
| 2017 | IHNI Blasterjaxx Booster Pack          | — | Erstveröffentlichung: 7. Juli 2017 Free-Track                                    |
| 2017 | Temple –                               | — | Erstveröffentlichung: 17. Juli 2017                                              |
| 2017 | Roots –                                | — | Erstveröffentlichung: 14. August 2017 Blasterjaxx Edit von Crystal Lake          |
| 2017 | All I Ever Wanted –                    | — | Erstveröffentlichung: 1. September 2017 mit Tom Swoon                            |
| 2017 | Bizarre –                              | — | Erstveröffentlichung: 6. Oktober 2017 feat. Uhre                                 |
| 2017 | Flight 49 –                            | — | Erstveröffentlichung: 30. Oktober 2017 Blasterjaxx Edit von Wasback & D3FAI      |
| 2017 | Narco –                                | — | Erstveröffentlichung: 13. November 2017 mit Timmy Trumpet                        |
| 2017 | Follow –                               | — | Erstveröffentlichung: 15. Dezember 2017                                          |
| 2018 | Phoenix –                              | — | Erstveröffentlichung: 15. Januar 2018 mit Olly James                             |
| 2018 | 1 Second –                             | — | Erstveröffentlichung: 26. März 2018                                              |
| 2018 | Rio –                                  | — | Erstveröffentlichung: 7. Mai 2018                                                |
| 2018 | Switch –                               | — | Erstveröffentlichung: 15. Juni 2018 mit Bassjackers                              |
| 2018 | Bigroom Never Dies –                   | — | Erstveröffentlichung: 13. Juli 2018 mit Hardwell                                 |
| 2019 | Super Friends Perspective              | — | Erstveröffentlichung: 29. März 2019 feat. Jack Wilby                             |
| 2019 | Children of Today Perspective          | — | Erstveröffentlichung: 19. April 2019                                             |
| 2019 | Never Be Lonely Perspective            | — | Erstveröffentlichung: 7. Juni 2019 feat. Envy Monroe                             |
| 2019 | Let the Music Take Control Perspective | — | Erstveröffentlichung: 14. Juni 2019 mit W&W                                      |
| 2019 | Wonderful Together Perspective         | — | Erstveröffentlichung: 14. Juni 2019 mit Dbstf feat. Envy Monroe                  |
| 2019 | Hide Away Perspective                  | — | Erstveröffentlichung: 21. Juni 2019 feat. Envy Monroe                            |
| 2019 | Music Is Our Religion –                | — | Erstveröffentlichung: 28. Juni 2019                                              |
| 2019 | Blackout –                             | — | Erstveröffentlichung: 20. September 2019                                         |
| 2019 | Monster –                              | — | Erstveröffentlichung: 8. November 2019 fear. Junior Funke                        |
| 2019 | Life Is Music –                        | — | Erstveröffentlichung: 13. Dezember 2019 mit Olly James                           |
| 2020 | MTHFCKR –                              | — | Erstveröffentlichung: 7. Februar 2020                                            |
| 2020 | Party All Week –                       | — | Erstveröffentlichung: 6. März 2020 feat. Jamez                                   |
| 2020 | Alive –                                | — | Erstveröffentlichung: 10. April 2020 mit Asco feat. Norah B.                     |
| 2020 | Phantasia –                            | — | Erstveröffentlichung: 15. Mai 2020                                               |
| 2020 | Tarzan –                               | — | Erstveröffentlichung: 12. Juni 2020 mit Armin van Buuren                         |
| 2020 | One More Style –                       | — | Erstveröffentlichung: 4. September 2020 mit Shiah Maisel                         |
| 2020 | Legion –                               | — | Erstveröffentlichung: 29. Oktober 2020                                           |
| 2020 | Rescue Me IV                           | — | Erstveröffentlichung: 6. November 2020 feat. Amanda Collis                       |
| 2020 | Wild Ride IV                           | — | Erstveröffentlichung: 13. November 2020 feat. Henao                              |
| 2020 | Zurna IV                               | — | Erstveröffentlichung: 20. November 2020 mit Zafrir                               |
| 2020 | Bodytalk (STFU) –                      | — | Erstveröffentlichung: 18. Dezember 2020 mit Raven & Kreyn                        |
| 2021 | Golden –                               | — | Erstveröffentlichung: 15. Januar 2021 mit Gabry Ponte feat. Riell                |
| 2021 | Symphony –                             | — | Erstveröffentlichung: 12. Februar 2021 feat. Jebroer                             |
| 2021 | Here Without You –                     | — | Erstveröffentlichung: 12. März 2021 mit Dr. Phunk                                |
| 2021 | Rulers of the Night (10 Years) –       | — | Erstveröffentlichung: 2. April 2021 feat. Riell                                  |
| 2021 | Moonlight Sonata Festival I –          | — | Erstveröffentlichung: 27. April 2021                                             |
| 2021 | Make It Out Alive –                    | — | Erstveröffentlichung: 30. April 2021 feat. Jonathan Mendelsohn                   |
| 2021 | Dreams –                               | — | Erstveröffentlichung: 14. Mai 2021 mit Mariana Bo feat. Luisah                   |
| 2021 | Our World Welcome to Mystica EP        | — | Erstveröffentlichung: 4. Juni 2021 feat. Daniele Sorrentino                      |
| 2021 | Speaker Slayer Welcome to Mystica EP   | — | Erstveröffentlichung: 11. Juni 2021                                              |
| 2021 | Flying Dutchman Welcome to Mystica EP  | — | Erstveröffentlichung: 18. Juni 2021 mit Zafrir                                   |
| 2021 | Liberty Welcome to Mystica EP          | — | Erstveröffentlichung: 25. Juni 2021 feat. Heleen                                 |
| 2021 | Hard Rave –                            | — | Erstveröffentlichung: 2. Juli 2021                                               |
| 2021 | Unchained –                            | — | Erstveröffentlichung: 30. Juni 2021 mit Kevu                                     |
| 2021 | Breathe Again –                        | — | Erstveröffentlichung: 6. August 2021 feat. Ruby Rosen                            |
| 2021 | Bassman –                              | — | Erstveröffentlichung: 20. August 2021 mit Haris & Ford                           |
| 2021 | Insomniacs –                           | — | Erstveröffentlichung: 10. September 2021 mit Dr. Phunk feat. Maikki              |
| 2021 | Saga –                                 | — | Erstveröffentlichung: 24. September 2021 feat. Junior Funke                      |
| 2021 | Squid Play –                           | — | Erstveröffentlichung: 18. Oktober 2021 mit Cuebrick                              |
| 2021 | Dynamite (Bigroom Nation) –            | — | Erstveröffentlichung: 29. Oktober 2021 mit W&W                                   |
| 2021 | God Mode Mystica Chapter II EP         | — | Erstveröffentlichung: 5. November 2021 mit Riell                                 |
| 2021 | Frozen Fire Mystica Chapter II EP      | — | Erstveröffentlichung: 12. November 2021                                          |
| 2021 | The Crown Mystica Chapter II EP        | — | Erstveröffentlichung: 19. November 2021 feat. Melissa Bonny                      |
| 2021 | Braveheart Mystica Chapter II EP       | — | Erstveröffentlichung: 26. November 2021                                          |
| 2021 | Rabbit Hole Mystica Chapter II EP      | — | Erstveröffentlichung: 3. Dezember 2021 mit Raven & Kreyn                         |
| 2021 | Shadows –                              | — | Erstveröffentlichung: 17. Dezember 2021 mit Hollywood Undead                     |
| 2022 | Burn It to the Ground –                | — | Erstveröffentlichung: 14. Januar 2022 feat. Jay Mason                            |
| 2022 | Hasta La Vista –                       | — | Erstveröffentlichung: 18. Februar 2022 mit Gabry Ponte                           |
| 2022 | Chupa –                                | — | Erstveröffentlichung: 11. März 2022 mit Sevenn                                   |
| 2022 | Hurricane –                            | — | Erstveröffentlichung: 1. April 2022 mit Prezioso & Lizot                         |
| 2022 | Brutal –                               | — | Erstveröffentlichung: 6. Mai 2022 mit LYN TNZ; feat. Jones Suave & Jex           |
| 2022 | The Devil’s Holding On –               | — | Erstveröffentlichung: 20. Mai 2022 feat. Diandra Faye                            |
| 2022 | Purpose –                              | — | Erstveröffentlichung: 3. Juni 2022 mit Maddix                                    |
| 2022 | Superman –                             | — | Erstveröffentlichung: 24. Juni 2022 mit Armin van Buuren feat. 24h               |
| 2022 | Stay –                                 | — | Erstveröffentlichung: 15. Juli 2022 mit Marnik und Lunax                         |
| 2022 | Out The Sky –                          | — | Erstveröffentlichung: 12. August 2022 mit Beauz                                  |
| 2022 | Wasabi –                               | — | Erstveröffentlichung: 26. August 2022 mit Da Tweekaz feat. Maikki                |
| 2022 | Summer Jams –                          | — | Erstveröffentlichung: 23. September 2022                                         |
| 2022 | He’s A Pirate –                        | — | Erstveröffentlichung: 14. Oktober 2022                                           |
| 2022 | Holy Water –                           | — | Erstveröffentlichung: 11. November 2022 feat. Maikki                             |
| 2022 | Boten Anna –                           | — | Erstveröffentlichung: 18. November 2022                                          |
| 2022 | So High –                              | — | Erstveröffentlichung: 9. Dezember 2022 mit le Shuuk feat. Crooked Bangs          |
| 2023 | Alice in Wonderland –                  | — | Erstveröffentlichung: 2023 mit Hard Lights und DJ Soda                           |
| 2023 | Elegibo (Uma Historia de Ifa) –        | — | Erstveröffentlichung: 2023 mit Paolo Pellegrino und Mildenhaus                   |
| 2023 | La Bomba –                             | — | Erstveröffentlichung: 2023 mit Armin van Buuren                                  |
| 2023 | Money On My Mind –                     | — | Erstveröffentlichung: 2023 mit Sofiloud                                          |
| 2023 | Gabber Style –                         | — | Erstveröffentlichung: 2023 mit Niviro                                            |
| 2023 | Nasty –                                | — | Erstveröffentlichung: 2023 mit 3 Are Legend                                      |
| 2023 | Coconut –                              | — | Erstveröffentlichung: 2023 mit Prezioso und GRY                                  |
| 2023 | Warriors –                             | — | Erstveröffentlichung: 2023 mit Gishin und The Way                                |
| 2023 | New Generation –                       | — | Erstveröffentlichung: 2023 mit Le Prince                                         |

### Remixe
- 2010: Merlin Miles – Take a Bow
- 2011: Carlos Barbosa – Come On
- 2011: Rob Boskamp – Born to do This
- 2012: D-Rashid feat. Tyrah Morena – Seu Amigo
- 2012: Steve Aoki, Angger Dimas, Dimitri Vegas & Like Mike – Phat Brahms
- 2012: Junior Rodgers feat. Jemell – Touch Your Fire
- 2013: Tom Staar – Kingdom
- 2013: Tiësto feat. BT – Love Comes Again
- 2013: Billy The Kit feat. Nathan Duvall – Burn It Down
- 2013: Mind Electric – Scream
- 2013: Tiësto – Adagio for Strings
- 2013: Junior Rodgers – Vamos De Rumba
- 2013: Quintino & Alvaro – World in Our Hands
- 2013: Tiësto, Quintino & Alvaro – United (Ultra Music Festival Anthem) (mit Tiësto)
- 2013: Laidback Luke & Dimitri Vegas & Like Mike – More
- 2013: Manuel Galey – Show Me
- 2013: Dvbbs & Borgeous – Tsunami
- 2013: Pascal & Pearce feat. Lcnvl – Desperado
- 2013: Kato & Safri Duo feat. Bjornskov – Dimitto (Let Go)
- 2013: Afrojack feat. Spree Wilson – Spark
- 2014: Ayu – Feel The Love
- 2014: Armin van Buuren – Save My Night
- 2014: Jack Eye Jones – Far East
- 2014: David Guetta feat. Sam Martin – Lovers on the Sun
- 2014: Bassjackers – Get Ready
- 2015: Carly Rae Jepsen − I Really Like You
- 2016: Steve Aoki feat. Sherry St. Germain – Heaven on Earth
- 2016: Nytrix feat. Dev – Electric Walk
- 2016: BoostedKids – Get Ready!
- 2016: Tritonal feat. Chris Ramos & Shanahan – This Is Love
- 2016: The Chainsmokers feat. XYLØ − Setting Fires
- 2016: Krewella − Marching On
- 2017: Dimitri Vegas & Like Mike vs. Diplo feat. Deb’s Daughter − Hey Baby
- 2017: Kraantje Pappie − Pompen
- 2017: Maeva Carter − Life Is Short
- 2020: Armin van Buuren − Million Voices
- 2021: Kid Ink & Tungevaag − Ride With Me

## Auszeichnungen für Musikverkäufe
| 2× Platin-Schallplatte - Schweden - 2022: für die Single Faith |

| Land/RegionAuszeichnungen für Musikverkäufe (Land/Region, Auszeichnungen, Verkäufe, Quellen) | Gold | Platin     | Verkäufe | Quellen              |
| -------------------------------------------------------------------------------------------- | ---- | ---------- | -------- | -------------------- |
| Schweden (IFPI)                                                                              | —    | 2× Platin2 | 160.000  | sverigetopplistan.se |
| Insgesamt                                                                                    | —    | 2× Platin2 |          |                      |